# Švenčionys

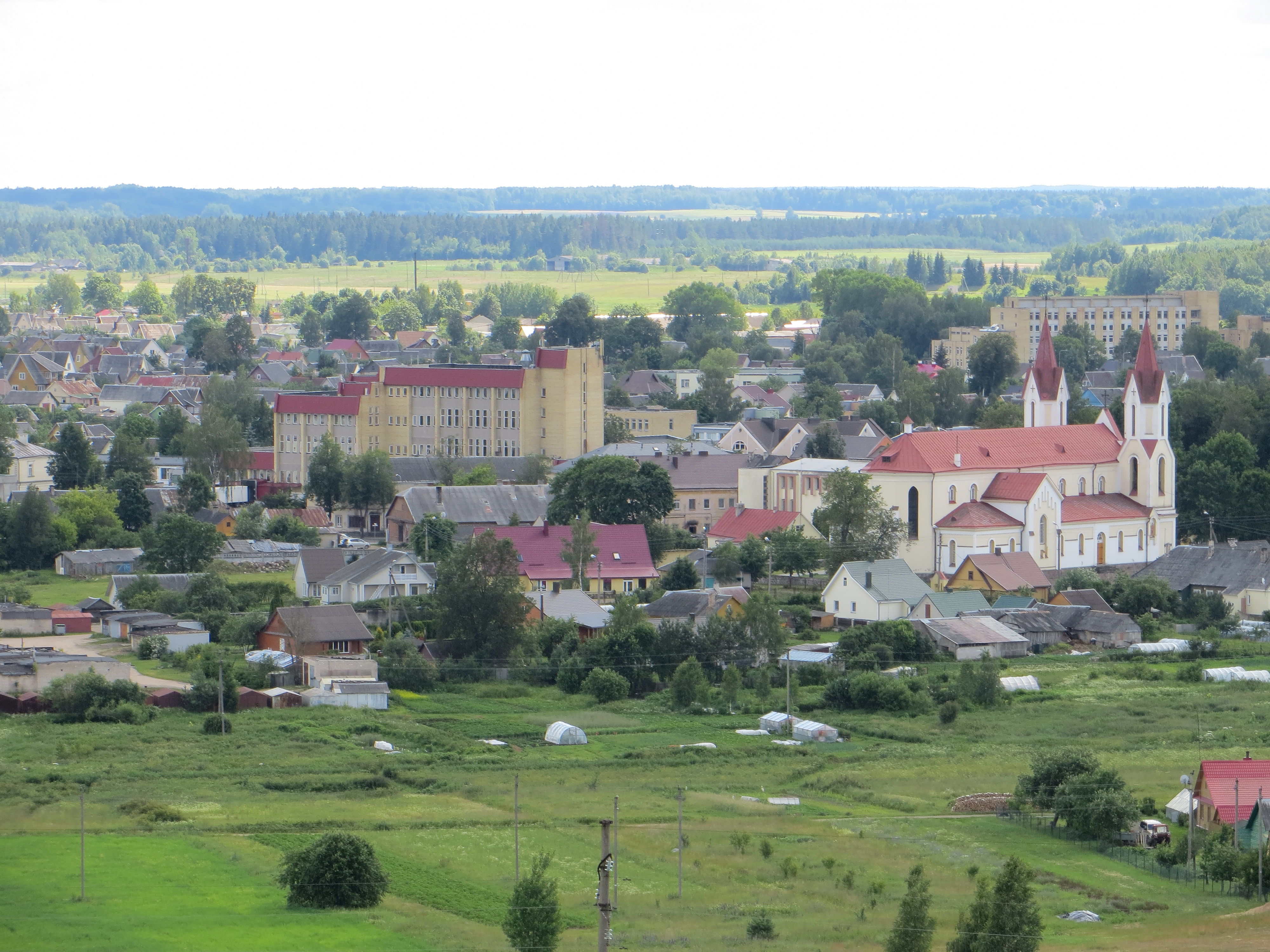
Blick auf Švenčionys

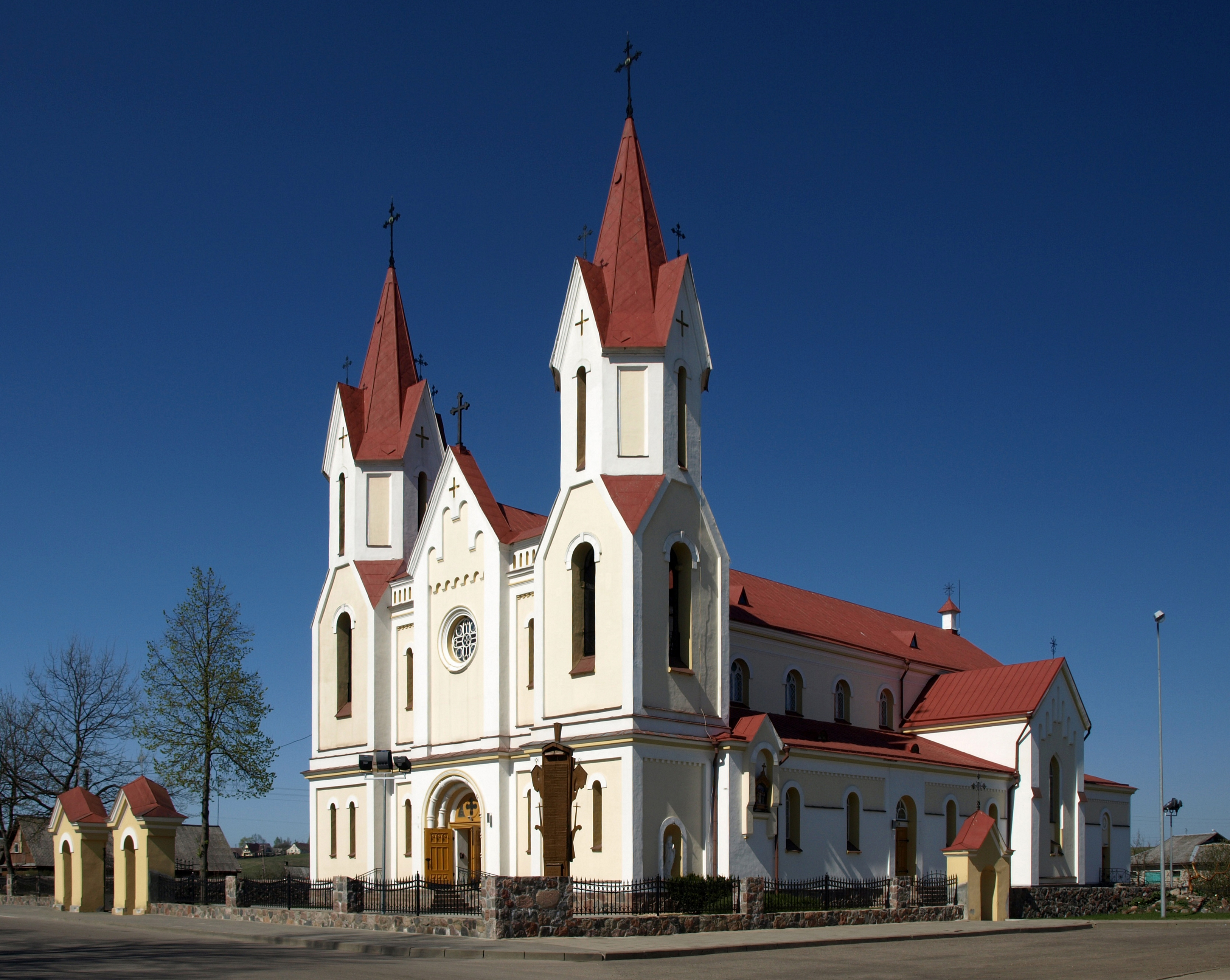
Allerheiligenkirche in Švenčionys

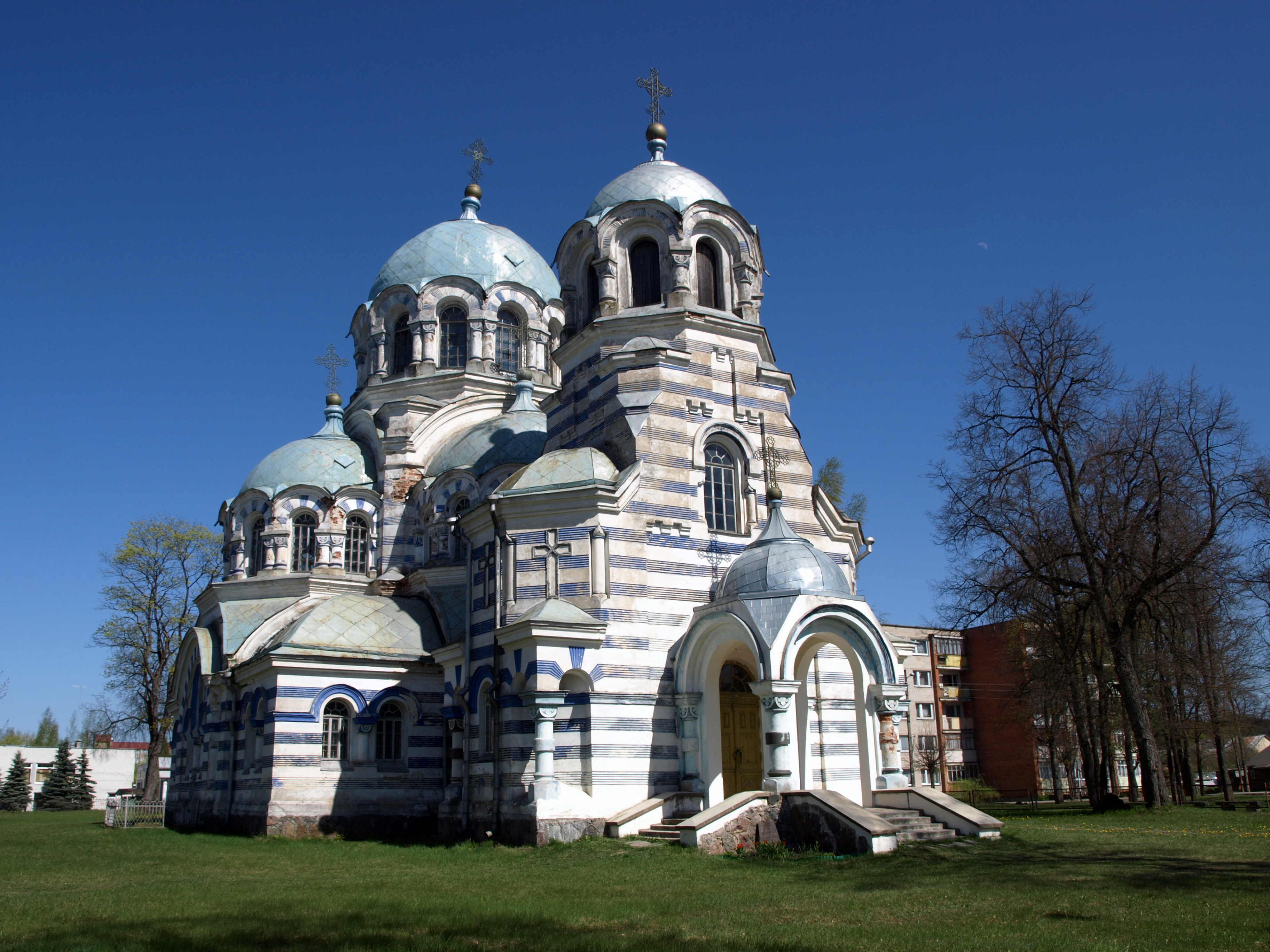
Orthodoxe Kirche

Švenčionys (polnisch Święciany, belarussisch Свянцяны, deutsch Schwintzen, aber auch deutsch Swenziany, jiddisch סווענציאן/Swentzian) ist eine 84 Kilometer nördlich von Vilnius gelegene Stadt und Sitz der gleichnamigen Rajongemeinde in Litauen. Švenčionys hat 5658 Einwohner (Stand 2005), von denen etwa ein Drittel zur polnischen Minderheit Litauens gehört.
Es war eine der ältesten Städte im Großfürstentum Litauen. Sie war ein wichtiges Zentrum während des polnischen Novemberaufstands gegen das Russische Reich (1830–1831). Zwischen den Weltkriegen war die Stadt Teil der Zweiten Polnischen Republik. Ende des 19. Jahrhunderts waren 52 % der Einwohner Juden, 22 % Russen, 20 % Polen und 4,5 % Litauer. Die Stadt gehörte zum zaristischen Gouvernement Wilna. Während der deutschen Okkupation im Zweiten Weltkrieg befand sich in Švenčionys eines der vier Ghettos in Litauen. Von den rund 4000 Juden, die Hälfte der Gesamtbevölkerung der Stadt, haben nur einige wenige überlebt.
Die katholische Allerheiligenkirche in Švenčionys wurde von 1898 bis 1900 errichtet, die orthodoxe Dreifaltigkeitskirche im Jahre 1898.

## Personen
- Mordechai M. Kaplan (1881–1983), Rabbiner und Philosoph
- Wiktor Thommée (1881–1962), polnischer Brigadegeneral im Zweiten Weltkrieg
- Jacob Samuel Minkin (1885–1962), polnisch-amerikanischer Rabbiner, Krankenhausseelsorger und Experte für Chassidismus
- Władysław Arcimowicz (1900–1942), Literaturkritiker und Polonist
- David Krech (1909–1977), US-amerikanischer Sozial- und experimenteller Neuropsychologe
- Leonas Alesionka (* 1949), Politiker
- Kęstutis Trapikas (* 1959), Politiker
- Vaidotas Jakštas (* 1972), Politiker, Vizeminister für Innen
- Zita Užlytė (* 1980), Politikerin